# 斎藤馨 (技術者)
斎藤 馨（さいとう かおる）は、日本の技術者。本田技術研究所エグゼクティブ・チーフ・アドバイザー。極東の小さな町工場から本田宗一郎と共にマン島TTレース、1961年（昭和36年）優勝。宮城県遠田郡美里町出身。

## 来歴
- 1946年 - 美里町立小牛田中学校卒業。
- 1949年 - 宮城県古川高等学校卒業。
- 1953年 - 東北大学工学部精密工学科卒業。柳沢研究室に勤務。
- 1954年 - 本田技研工業に入社。浜松製作所機械課技術係。
- 1955年 - 本田技研工業、設計課車体設計係。
- 1956年～1973年  - 本社設計部車体設計課（埼玉・白子）勤務。浅間火山レース車、GPレース車の車体設計、各種量産車の開発設計。
- 1960年 - 本田技術研究所独立。
- 1961年 - マン島TTレース125/250優勝、後、連戦連勝。
- 1963年 - 主任研究員。
- 1974年 - 本田技術研究所取締役。2輪排気、騒音、安全公害担当、朝霞研究所付。
- 1979年 - 本田技術研究所常務取締役。技術評価委員長（朝霞研担当）、第2カテゴリー開発統括。
- 1983年 - 朝霞東研究所長。
- 1984年 - 同専務取締役、朝霞東研究所を統括。
- 1987年 - エグゼクティブ・チーフ・アドバイザー、全研究所の技術アドバイス
- 1990年 - エグゼクティブ・チーフ・アドバイザー退任、本田技術研究所　社友。